# Bruno Tüscher
Bruno Tüscher (* 6. Juni 1984 in Wetzikon, heimatberechtigt in Kallnach) ist ein Schweizer Politiker (FDP.Die Liberalen).
Im Jahr 2014 wurde er in den Gemeinderat Münchwilen AG gewählt. Seit 2018 hat er das Amt als Gemeindeammann inne. Er bringt sich zudem als Mitglied im Vorstand der Gemeindammännervereinigung ein.
Seit 2020 ist er Grossrat im Kanton Aargau. Seit 2021 vertritt er die FDP in der Sicherheitskommission.
Er hat ein Amt als Stiftungsrat der Ortsbürgerstiftung Münchwilen inne.
2019 kandidierte Tüscher bei den Gesamterneuerungswahlen für die FDP für einen Sitz im Nationalrat.